# Stade de Goffert

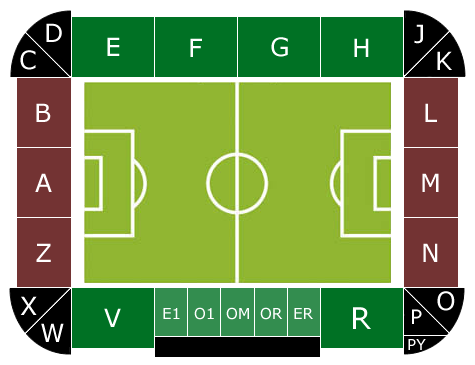
Plan du stade. Le bloc B est utilisé pour les supporters du club visiteur

Le stade de Goffert (en néerlandais : Goffertstadion) est un stade de football situé dans la ville néerlandaise de Nimègue, au parc de Goffert dans le quartier de Goffert (nl). Son club résident est le NEC Nimègue.
La cérémonie d'ouverture officielle de la Marche de quatre jours de Nimègue, la parade des drapeaux, a eu lieu au stade de Goffert entre les éditions de 1951 et 2011.

## Histoire
Le stade a été inauguré le 8 juillet 1939 par le Prince Bernard des Pays-Bas et fut nommé en référence au quartier de Goffert (nl), où est situé le stade.
Il a connu son record d'affluence lors du match du NEC Nimègue contre le FC Barcelone en 1983.
En 1999, le stade fut modernisé, les tribunes furent rapprochées du terrain, mais surtout couvertes et chauffées. Sa capacité a alors été réduite à environ 12 500 places. La pelouse peut également être chauffée, de sorte que des matches puissent aussi avoir lieu pendant l'hiver.
D'après le club et la ville de Nimègue, il est question que le stade puisse contenir 18 000 places en 2010 et être transformé en un complexe multisports, notamment pour accueillir l'équipe de basket-ball locale. Il sera impossible d'agrandir davantage le stade et de le doter de grosses infrastructures routières, puisqu'il se trouve dans une zone naturelle protégée.

## Évènements
- Championnat d'Europe de football espoirs 2007
- Parade des drapeaux, Marche de quatre jours de Nimègue

## Galerie

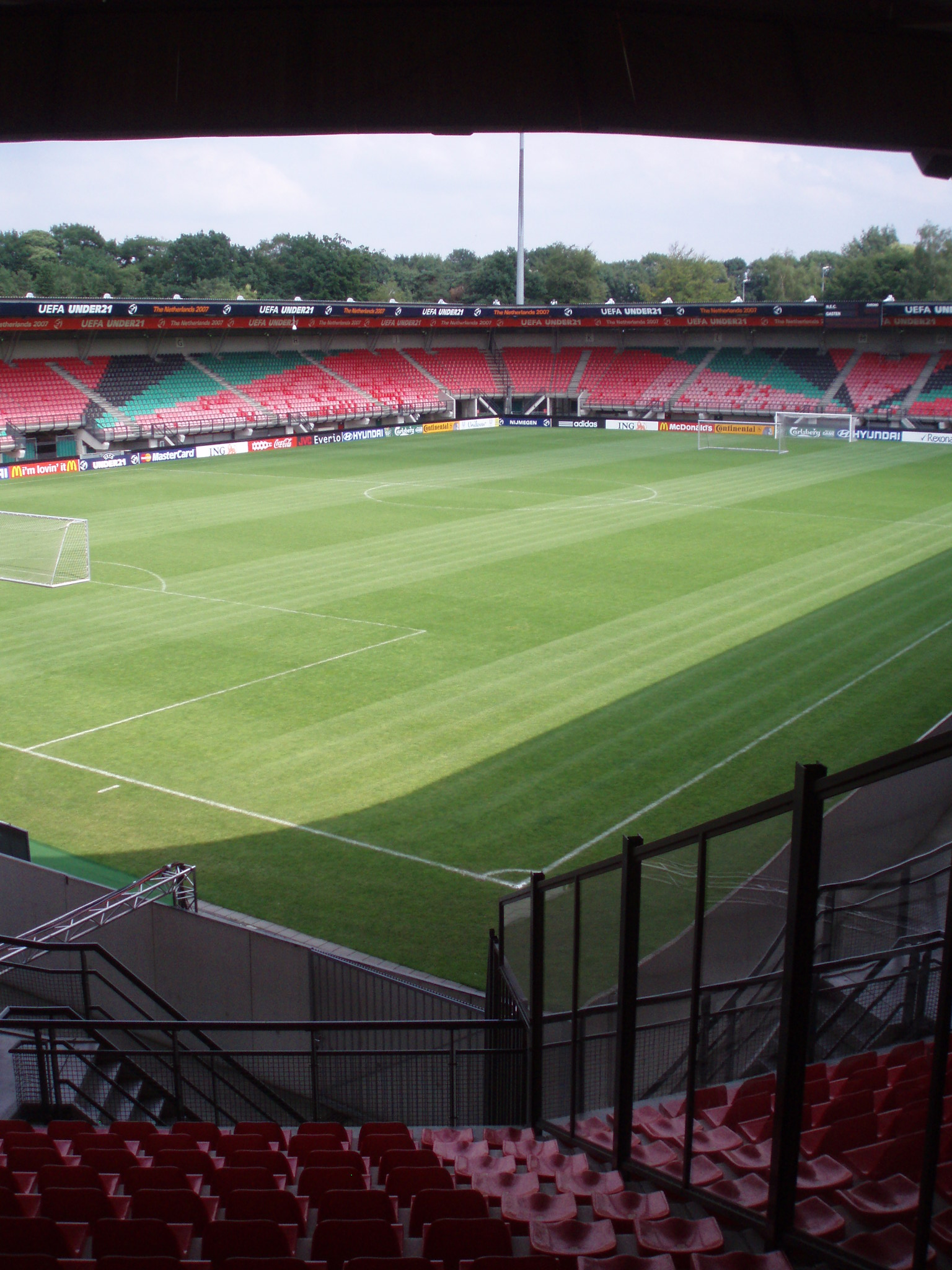
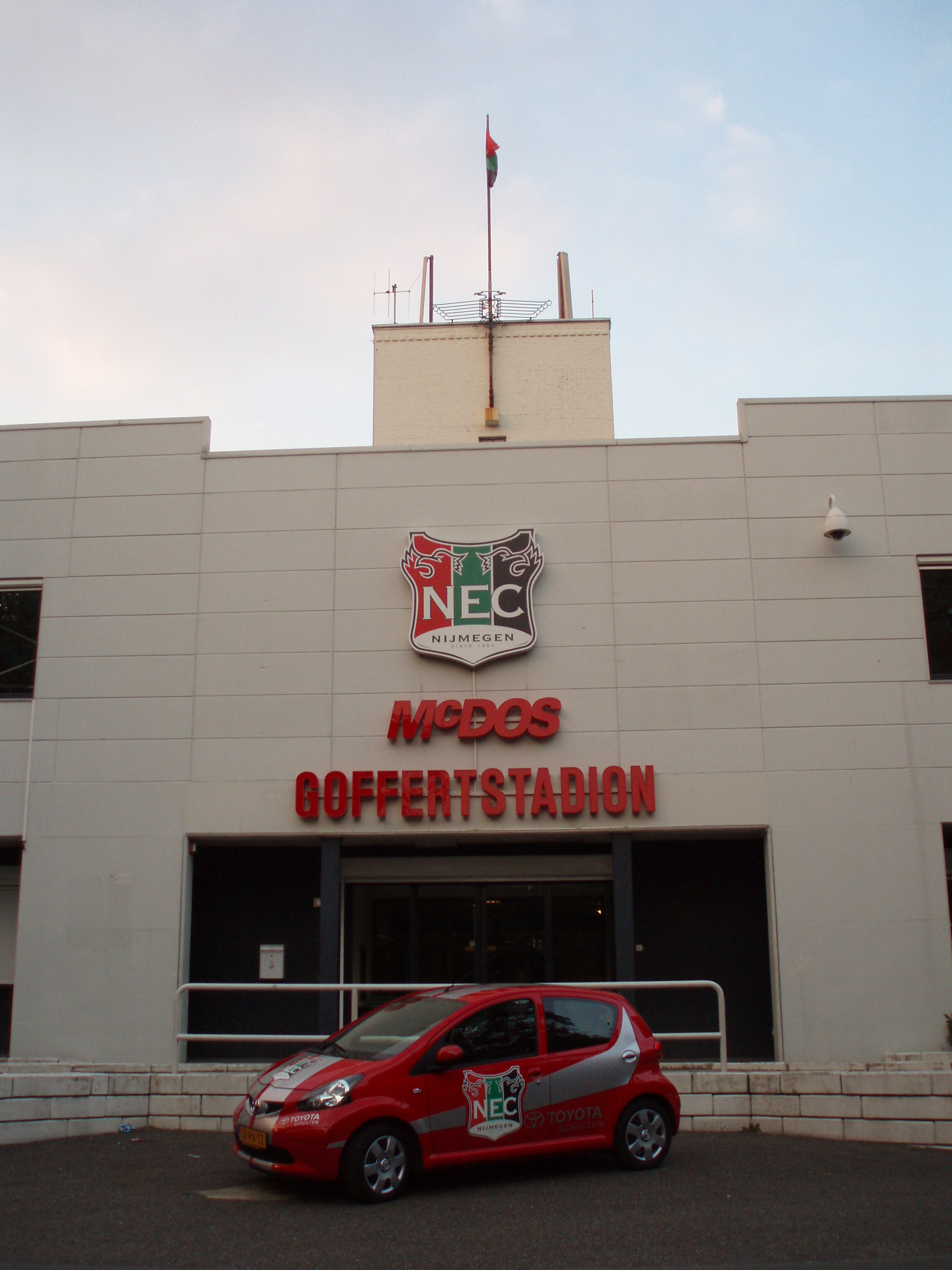

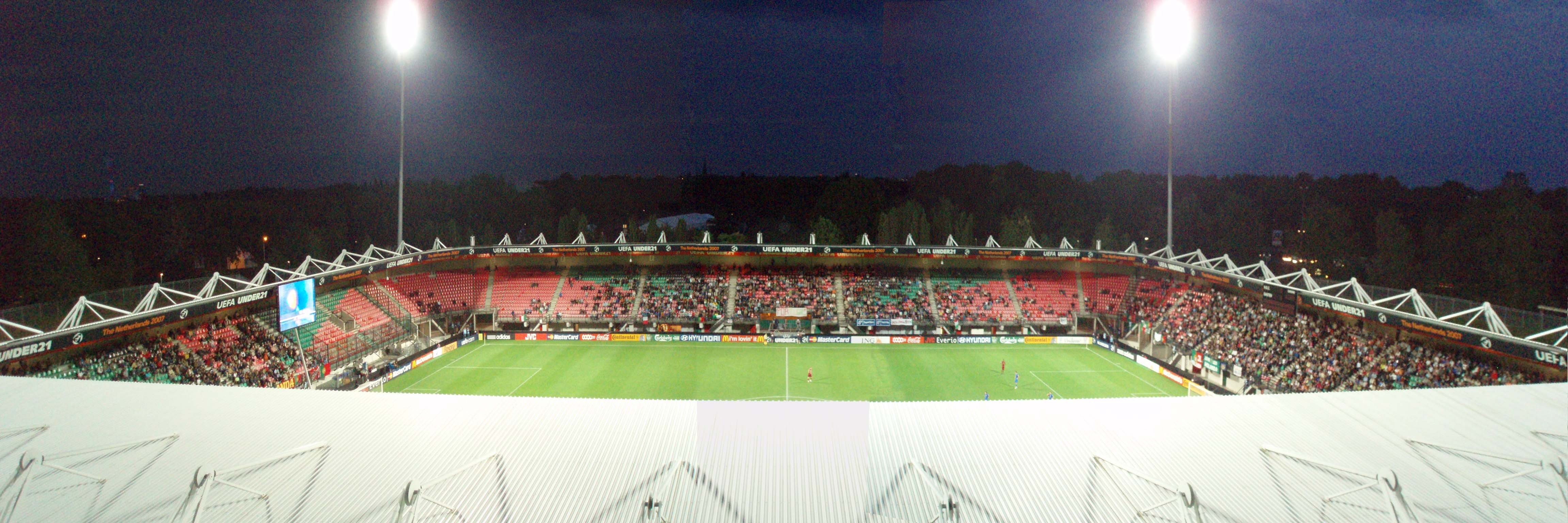
L'intérieur du stade de Goffert la nuit, en 2007

## Utilisation

### Football

#### Parties internationales
| #  | Date              | Match               | Résultat | Compétition                           |
| -- | ----------------- | ------------------- | -------- | ------------------------------------- |
| 1. | 3 septembre 1975  | Pays-Bas – Finlande | 4 – 1    | Éliminatoires du Championnat d'Europe |
| 2. | 31 août 1976      | Pays-Bas – Islande  | 4 – 1    | Éliminatoires de la Coupe du monde    |
| 3. | 20 septembre 1978 | Pays-Bas – Islande  | 3 – 0    | Éliminatoires du Championnat d'Europe |
| 4. | 6 septembre 2006  | Israël – Andorre    | 4 – 1    | Éliminatoires du Championnat d'Europe |

Mis à jour au 25 juillet 2013